# Aritmometro

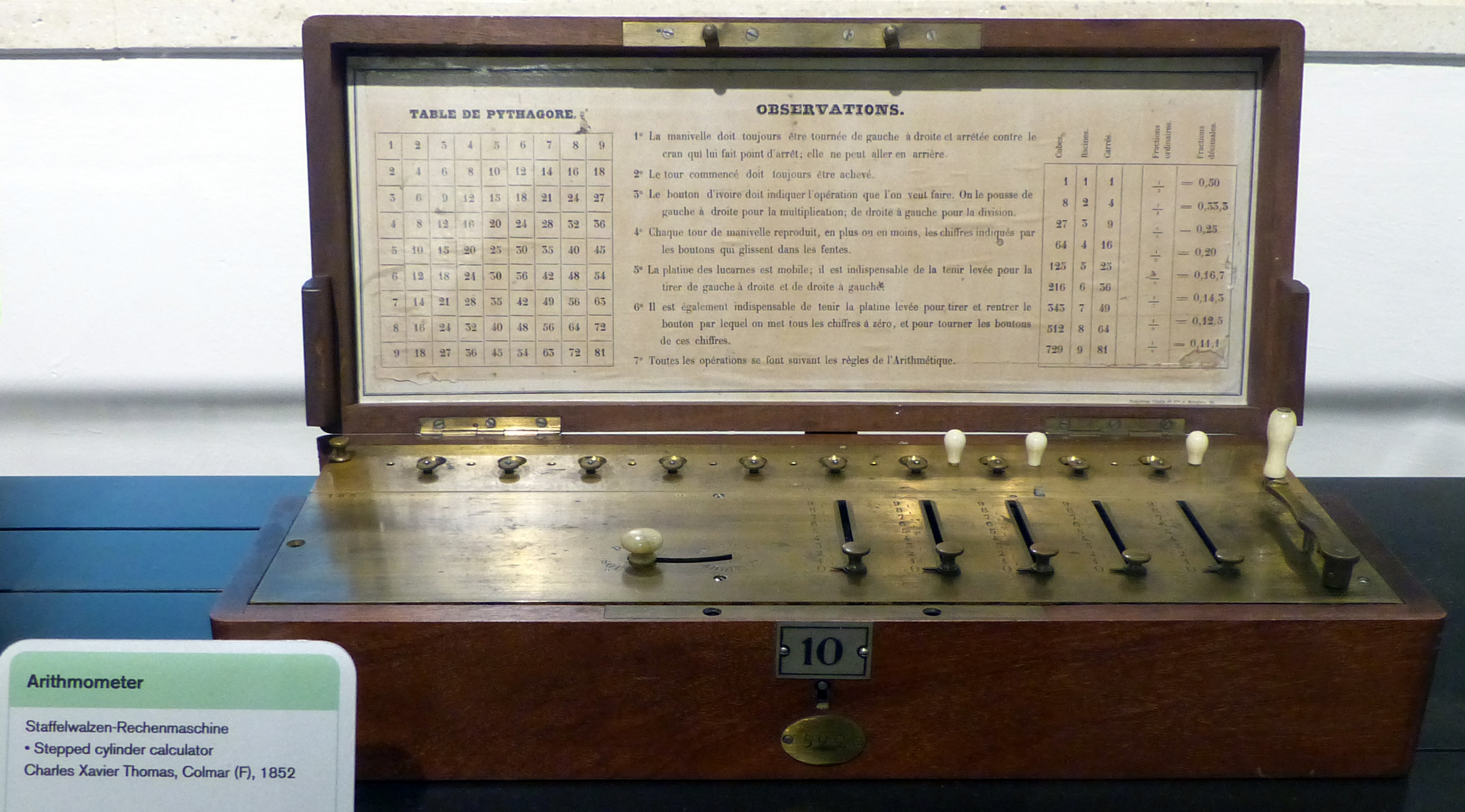
aritmometro di Thomas de Colmar, 1852

L'aritmometro è una macchina calcolatrice inventata nel 1820 da Charles Xavier Thomas de Colmar. È il primo del suo genere ad essere stato prodotto in serie e commercializzato in tutto il mondo. Tra il 1850 e il 1915 ne furono realizzati quasi 5.000 esemplari.
Interamente meccanico, l'aritmometro è in grado di eseguire le quattro operazioni aritmetiche con affidabilità e tempestività.

## Storia
I primi aritmometri avevano quattro operazioni, un moltiplicando inserito sui cursori di input e una cifra del moltiplicatore inserita tirando un nastro, successivamente sostituito dalla manovella. Pochissime macchine furono costruite in questo periodo dal 1822 al 1844.
Nel 1848 Thomas prese parte attiva allo sviluppo della macchina. Intorno al 1850 costruì macchine curandole nei minimi dettagli, alcune delle quali furono offerte alle corone d'Europa. Due brevetti furono depositati tra il 1849 e il 1851.
Sotto la direzione di Louis Payen, e in seguito della sua vedova, l'aritmometro ha subito molti miglioramenti, tra cui gomme meccaniche più affidabili e maneggevoli, un sistema di custodia inclinabile, risultati più facili da leggere e una copertura rimovibile.

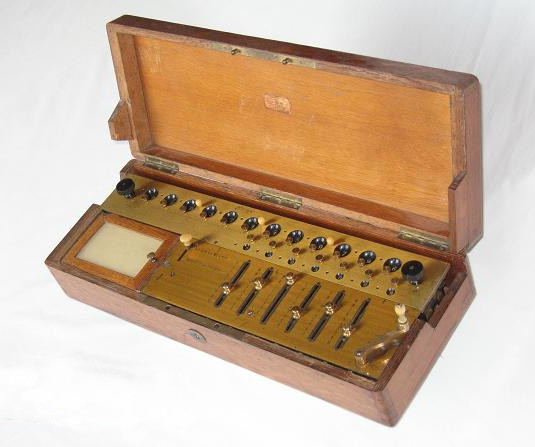
aritmometro costruito intorno al 1887

Nascono soprattutto in Germania e in Inghilterra, molte aziende indipendenti che fabbricano cloni dell'aritmometro e li vendono in tutto il mondo. Tuttavia, nel 1900, dopo essere stata leader del settore per 50 anni, iniziò ad essere superata in volume di produzione da altre macchine, più facili da costruire e meno costose.
Quando Louis Payen morì nel 1901, sua moglie continuò la produzione e depositò un brevetto definitivo nel 1907. L'aritmometro offriva una maggiore capacità e un nuovo sistema di azzeramento più ergonomico. Ma fondamentalmente la macchina è cambiata poco tecnicamente e rimase costosa. Nel 1914, la vedova Payen rivende l'attività ad Alphonse Darras, un produttore di contatori e parti di automobili.

## Descrizione
L'aritmometro è uno strumento metallico, contenuto in una scatola di legno. È diviso in due parti.
Questa macchina è in grado, a differenza delle precedenti, di eseguire le quattro operazioni fondamentali (addizione, sottrazione, moltiplicazione e divisione) in modo semplice, con risultati fino a 12 cifre. I suoi difetti erano che non poteva essere programmata per eseguire calcoli in successione e che non era in grado di tenere in memoria un risultato parziale. È importante sottolineare che questi difetti furono risolti con successive revisioni della macchina nel corso dell'Ottocento.
Viene ricordato per essere stato il primo calcolatore commerciale costruito con vero successo.